# آرثر هولم
آرثر هولم (بالإنجليزية: Arthur Hulme)‏ هو لاعب كرة قدم بريطاني (وحمل سابقاً جنسية المملكة المتحدة لبريطانيا العظمى وأيرلندا) في مركز مهاجم داخلي، ولد في 18 ديسمبر 1877 في ستافوردشاير في المملكة المتحدة، وتوفي في 3 أكتوبر 1916 في فرنسا. لعب مع برايتون أند هوف ألبيون ولينكولن سيتي أف سي ونادي بريستول روفيرز وWellingborough Town F.C. ‏ وGravesend United F.C. ‏.